# 瓦甘科沃公墓
瓦甘科沃公墓（羅馬化：Vaganʹkovskoe kladbishche）是位于莫斯科普列斯尼亞區的一座公墓。截至2010年，这里的坟墓数量超过10万。
最近的地铁站是别戈沃伊站和1905年街站。

## 历史
瓦甘科沃公墓的名称来源于一个叫“瓦甘科沃”的村庄，它在16世纪的时候成为莫斯科的一部分。俄罗斯语言学家弗拉基米尔·达里认为，这个地名来源于沃洛格达方言，意为“娱乐，玩耍”。
这个名称也可能与沃特人有关。他们原先居住在北德维纳河附近。11世纪来到诺夫哥罗德，后来到莫斯科。
1770年末，莫斯科开始出现鼠疫迹象，到1771年春季变成流行性大瘟疫。1771年3月24日，俄罗斯帝国政府参议院通过一项法令，瓦甘科沃将被用作墓地，用于埋葬因瘟疫而亡故者。到1887年，墓地已经扩大到37.5公顷。第二次世界大战期间，这里的萬人塚埋葬者博罗金诺战役、莫斯科戰役的无名烈士。
2016年，瓦甘科沃公墓安装了免费的无线局域网，以方便游客找到希望访问的名人墓地。

## 安葬者
- 瓦西里·阿伽普庚（1884–1964）
- 谢尔盖·格林科夫（1967–1995）
- 阿列克谢·萨伏拉索夫（1830–1897）
- 瓦西里·苏里科夫（1848–1916）
- 弗拉基米尔·维索茨基（1938–1980）
- 雅科夫·罗兹瓦尔（1932–2015）
- 谢尔盖·叶赛宁（1895–1925）
- 亚历山大·拉古林（1941–2004）
- 鲍里斯·瓦西里耶夫（1924–2013）[9]

## 图集

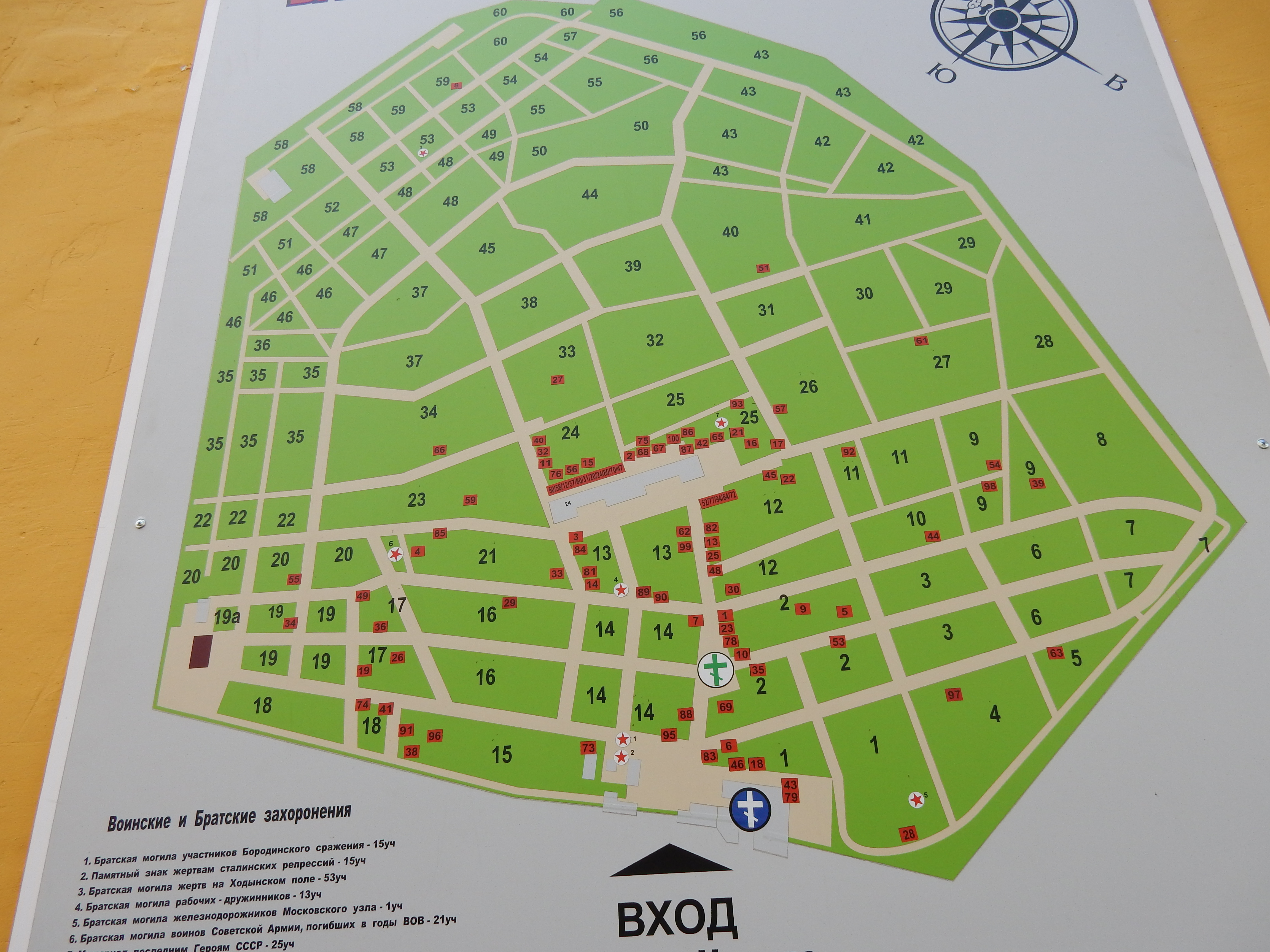
地图
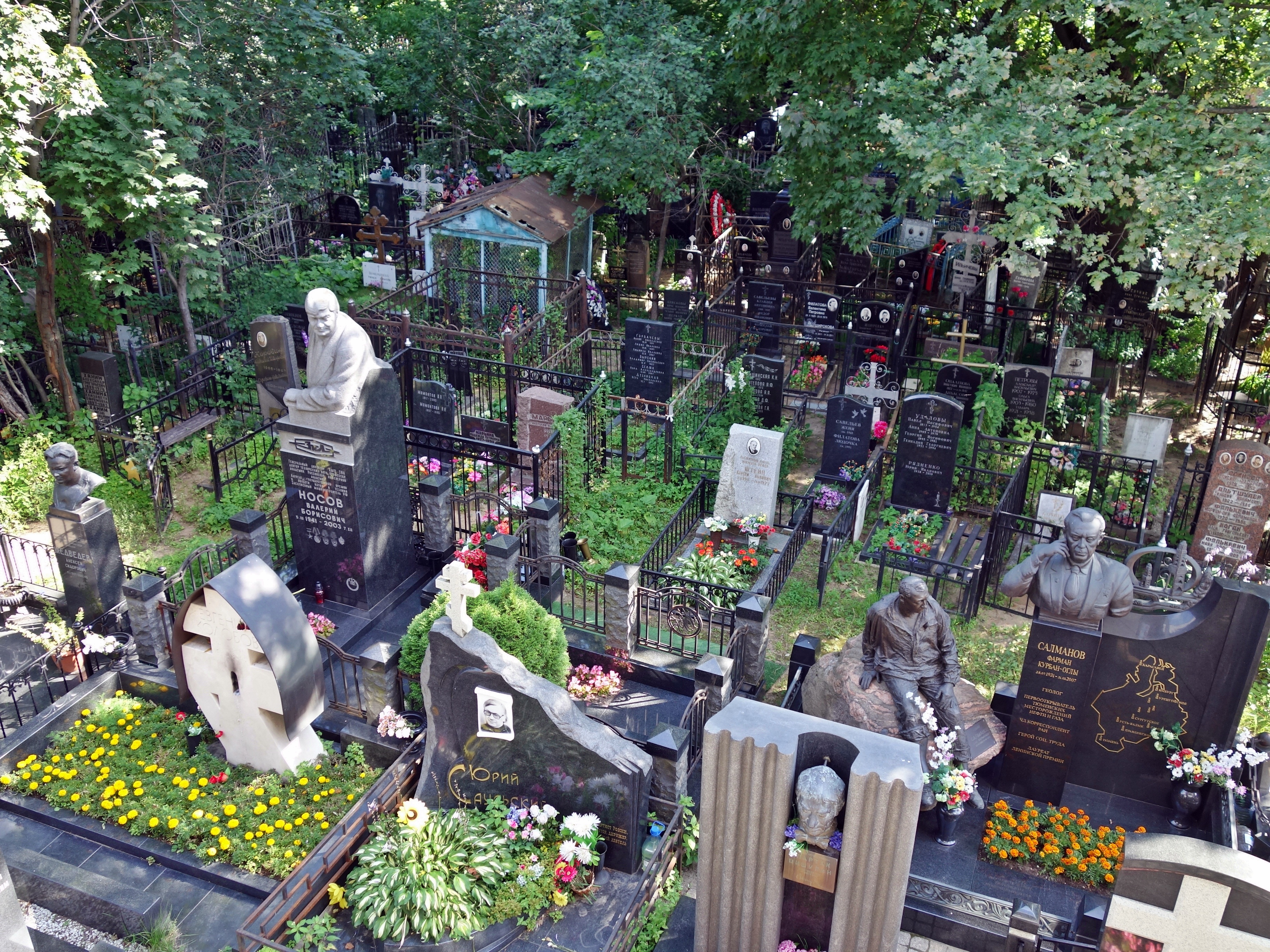
2015年
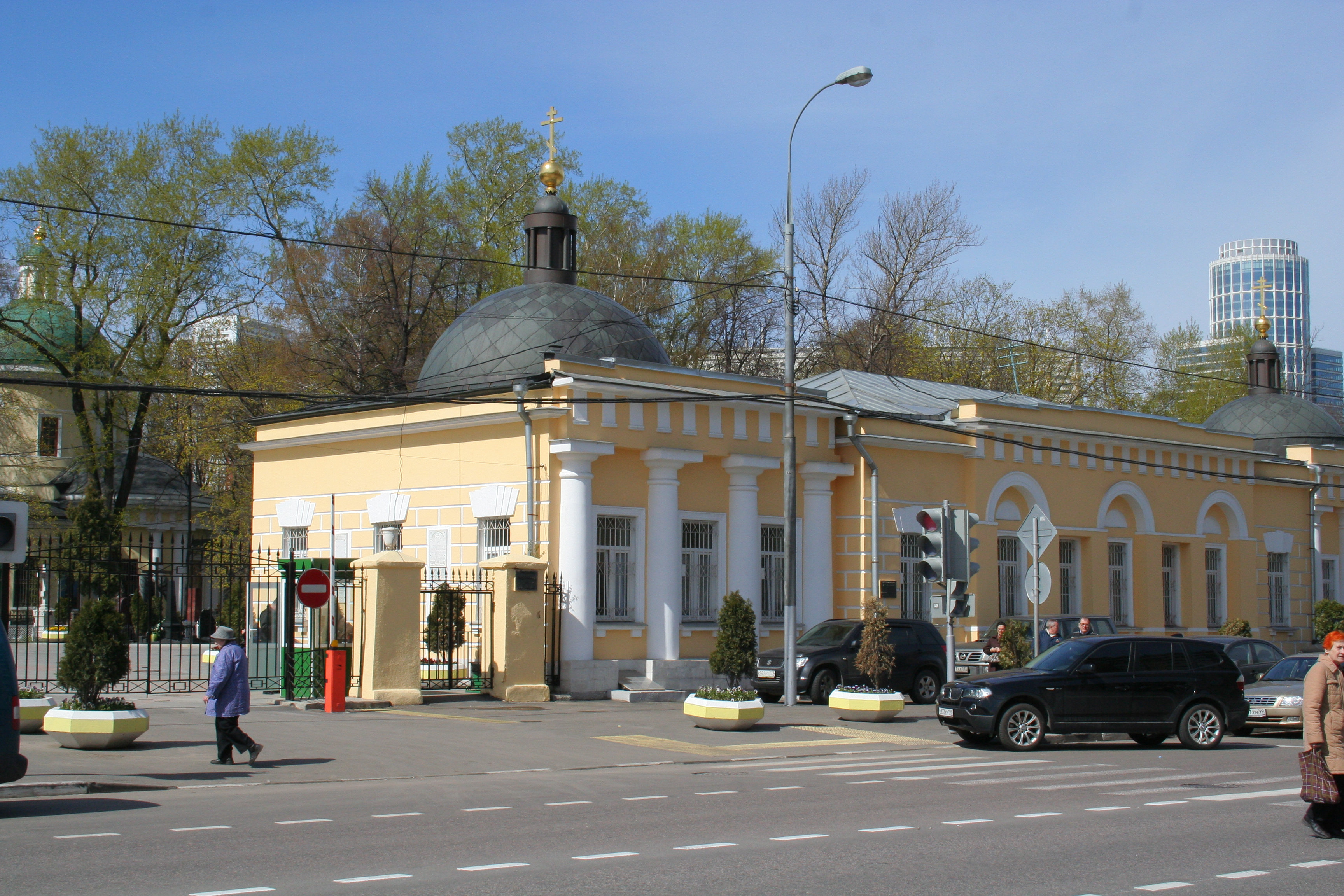
圣安德烈教堂